# Stora Karlsö

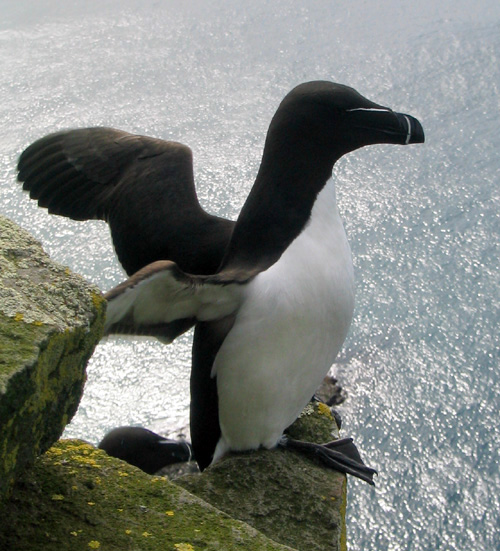
Torda-mergulheira

Stora Karlsö é uma pequena ilha do Mar Báltico, 7 km a sudoeste da ilha da Gotland.

Pertence ao município da Gotland, do Condado da Gotland.

Tem uma área de 2,35 km 2.

É conhecida pela abundância de aves marítimas - em particular airos e tordas - que nidificam nas suas falésias.